# Ercolano
Ercolano (até 1969 chamava - se Resina) é uma comuna italiana da região da Campania, província de Nápoles, com cerca de 51.732 habitantes (2019). Estende-se por uma área de 19 km², tendo uma densidade populacional de 2879 hab/km². Faz fronteira com Boscotrecase, Massa di Somma, Ottaviano, Pollena Trocchia, Portici, San Giorgio a Cremano, San Sebastiano al Vesuvio, Sant'Anastasia, Somma Vesuviana, Torre del Greco, Trecase.

## Demografia
| Variação demográfica do município entre 1861 e 2011                               |
|                                                                                   |
| Fonte: Istituto Nazionale di Statistica (ISTAT) - Elaboração gráfica da Wikipedia |